# Liste des monuments historiques de Fréjus
Cet article recense les monuments historiques de Fréjus, en France.

## Statistiques
Fréjus compte 29 édifices comportant au moins une protection au titre des monuments historiques, soit 9 % des monuments historiques du département du Var. 15 édifices comportent au moins une partie classée ; les 14 autres sont inscrits.
Le graphique suivant résume le nombre d'actes de protection par décennies (ou par année avant 1880) :

## Liste
| Monument                                         | Adresse                                                 | Coordonnées                      | Notice         | Protection     | Date           | Illustration                     |
| ------------------------------------------------ | ------------------------------------------------------- | -------------------------------- | -------------- | -------------- | -------------- | -------------------------------- |
| Amphithéâtre                                     |                                                         | 43° 26′ 04″ nord, 6° 43′ 43″ est | « PA00081603 » | Classé         | 1840           | Amphithéâtre                     |
| Aqueduc de Mons à Fréjus                         |                                                         | 43° 26′ 16″ nord, 6° 44′ 28″ est | « PA00081604 » | Classé         | 1886           | Aqueduc de Mons à Fréjus         |
| Blocs de marbre antiques constituant un portique | Avenue de Verdun                                        | 43° 26′ 05″ nord, 6° 43′ 34″ est | « PA00081605 » | Inscrit        | 1969           | Image manquante Téléverser       |
| Cathédrale Saint-Léonce                          | Rue Bausset                                             | 43° 25′ 59″ nord, 6° 44′ 12″ est | « PA00081606 » | Classé         | 1862           | Cathédrale Saint-Léonce          |
| Chapelle Notre-Dame-de-Jérusalem                 | Les Darboussières                                       | 43° 28′ 15″ nord, 6° 46′ 13″ est | « PA00081607 » | Inscrit        | 1989           | Chapelle Notre-Dame-de-Jérusalem |
| Chapelle Saint-François de Paule                 | Place Agricola                                          | 43° 25′ 59″ nord, 6° 43′ 59″ est | « PA00081608 » | Classé         | 1987           | Chapelle Saint-François de Paule |
| Château Aurélien                                 | R.N. 7                                                  | 43° 26′ 41″ nord, 6° 44′ 33″ est | « PA00081782 » | Inscrit        | 1989           | Château Aurélien                 |
| Butte Saint-Antoine                              | Boulevard Séverin Décuers                               | 43° 25′ 47″ nord, 6° 44′ 12″ est | « PA00081609 » | Classé         | 1886           | Image manquante Téléverser       |
| Cité épiscopale                                  |                                                         | 43° 26′ 00″ nord, 6° 44′ 12″ est | « PA00081611 » | Classé         | 1908           | Cité épiscopale                  |
| Couvent des Dominicaines                         | Rue Montgolfier                                         | 43° 25′ 55″ nord, 6° 44′ 08″ est | « PA00081610 » | Inscrit        | 1961           | Couvent des Dominicaines         |
| Site archéologique de la Rose des Sables         | Résidence La Rose des Sables Rue d'Auriasque            | 43° 25′ 52″ nord, 6° 43′ 43″ est | « PA83000003 » | Inscrit        | 1996           | Image manquante Téléverser       |
| Site archéologique de la ferme Perroud           |                                                         | 43° 23′ 38″ nord, 6° 43′ 26″ est | « PA83000004 » | Inscrit        | 1996           | Image manquante Téléverser       |
| Hôtel des Quatre-Saisons                         | 75 rue du Général-de-Gaulle                             | 43° 25′ 57″ nord, 6° 44′ 03″ est | « PA00081612 » | Inscrit        | 1995           | Hôtel des Quatre-Saisons         |
| Maison                                           | 53 rue Sieyès                                           | 43° 25′ 57″ nord, 6° 44′ 09″ est | « PA00081614 » | Inscrit        | 1926           | Image manquante Téléverser       |
| Maison Maria                                     | 152 rue Jean-Jaurès                                     | 43° 26′ 01″ nord, 6° 44′ 10″ est | « PA00081613 » | Inscrit        | 1987           | Image manquante Téléverser       |
| Mausolée de la Tourrache                         | Rue de la Tourrache                                     | 43° 25′ 45″ nord, 6° 43′ 48″ est | « PA00135628 » | Inscrit        | 1995           | Image manquante Téléverser       |
| Mosaïque romaine Au combat des coqs              | Jardin du Clos de la Tour (?)                           | à géolocaliser                   | « PA00081615 » | Classé         | 1958           | Image manquante Téléverser       |
| Mosquée Missiri                                  | Caïs                                                    | 43° 27′ 28″ nord, 6° 43′ 37″ est | « PA00081616 » | Inscrit        | 1987           | Mosquée Missiri                  |
| Muraille romaine                                 | Jésuites (place des) 20, anciennement boulevard du Midi | à géolocaliser                   | « PA00081617 » | Classé         | 1921           | Image manquante Téléverser       |
| Pont des Esclapes                                |                                                         | 43° 26′ 18″ nord, 6° 42′ 22″ est | « PA00081618 » | Classé         | 1939           | Pont des Esclapes                |
| Port romain                                      |                                                         | 43° 25′ 46″ nord, 6° 44′ 38″ est | « PA00081620 » | Classé Inscrit | 1886 1987 1996 | Image manquante Téléverser       |
| Porte Dorée                                      |                                                         | 43° 25′ 53″ nord, 6° 44′ 16″ est | « PA00081619 » | Classé         | 1886           | Porte Dorée                      |
| Remparts                                         |                                                         | 43° 26′ 14″ nord, 6° 44′ 11″ est | « PA00081621 » | Classé         | 1886           | Remparts                         |
| Site archéologique du Reydissart                 |                                                         | 43° 23′ 59″ nord, 6° 42′ 26″ est | « PA00081793 » | Inscrit        | 1992           | Image manquante Téléverser       |
| Site archéologique des thermes de Villeneuve     | Avenue du 8-Mai 1945                                    | 43° 25′ 31″ nord, 6° 43′ 42″ est | « PA83000005 » | Inscrit        | 1996           | Image manquante Téléverser       |
| Site archéologique du Moulin à Vent              | Passage des Arènes                                      | 43° 26′ 06″ nord, 6° 43′ 48″ est | « PA00081622 » | Inscrit        | 1943           | Image manquante Téléverser       |
| Théâtre romain                                   |                                                         | 43° 26′ 13″ nord, 6° 44′ 17″ est | « PA00081623 » | Classé         | 1912 1924 1926 | Théâtre romain                   |
| Thermes                                          |                                                         | à géolocaliser                   | « PA00081624 » | Classé         | 1886           | Image manquante Téléverser       |
| Site archéologique du Clos de la Tour            | Rue Gustave Bret Rue du Pauvadou                        | 43° 26′ 10″ nord, 6° 44′ 11″ est | « PA00081625 » | Classé         | 1981           | Image manquante Téléverser       |
| Vestiges archéologiques du vivier romain         |                                                         | 43° 26′ 01″ nord, 6° 44′ 26″ est | « PA83000044 » | Inscrit        | 2019           | Image manquante Téléverser       |